# Wabē Mena Shet'
Wabē Mena Shet' är ett vattendrag i Etiopien.   Det rinner genom regionen Oromia, i den södra delen av landet, 500 km sydost om huvudstaden Addis Abeba.